# Alfred Perceval Graves
Alfred Perceval Graves (Dublino, 22 luglio 1846 – Dublino, 27 dicembre 1931) è stato uno scrittore irlandese Presidente dell'ILS (Irish Literary Society), autore di ballate, alcune delle quali composte con l'amico Charles Villiers Stanford: Songs of Old Ireland (1882) e Irish Songs and Ballads (1893). Charles Wood, il noto compositore irlandese suo contemporaneo, ne ha spesso tratto interessanti composizioni, come Irish Folk-Songs nel 1897 e Songs of Erin nel 1901. Studente presso l'Università di Dublino, ha collaborato con diverse riviste scrivendo soprattutto in prosa: Spectator, The Athenaeum, John Bull e, soprattutto, per Punch.

## Opere

### Ballate
- Father O'Flynn
- Songs of Old Ireland (1882)
- Songs and Ballads (1893)

### Composizioni musicali con Wood
- Irish Folk-Songs (1897)
- Songs of Erin (1901)